# قائمة المتنزهات الوطنية في المغرب
هذه قائمة المتنزهات الوطنيَّة في المغرب وهي مجموع الفضاءات الطبيعية التي تُصنِّفها المندوبية السامية للمياه والغابات ومحاربة التصحر في المغرب بالمتنزهات الوطنية، والتي تتنوع وظائفها بين البحث العلمي وحماية المواقع الطبيعية والثقافية والتربية البيئية. تتنوع الفضاءات الموجودة داخل المتنزهات بين التي يمنع فيها أي نشاطٍ بشري وفضاءات أخرى مسموح فيها بالأنشطة بشرية، ومُتحكم فيها بالسياحة البيئية والاستغلال الغابوي والزراعي، وفق مَنظور التنمية المُستدامة. أولى الأُطر القانونية المُنظمة لهذا المجال كانت سنة 1917، بظهير الاستغلال الغابوي، وسنة 1934 عبر ظهير المتنزهات الوطنيَّة. في 1996، أُصدِر مُخطط مُديري للمحميات الطبيعية.
يُوجد في المغرب 11 متنزهًا وطنيا. يُعتبر متنزه طبقال الوطني الذي أُسِّسَ في العام 1942 الأقدمَ والأكثرَ زيارةً. تقعُ المتنزهات بشكلٍ جيدٍ إلى حدٍ ما، لذا فهي تَسمح بالفعل بترحيل الحياة البرية إلى حدٍ ما. العُنصر الوحيد المَفقود في ممر الحياة البرية هذا هو فجوة بين الحسيمة وسيغير (تقريبًا في موقع حكما). سيسهل سدُّ هذه الفجوة مُرور الحياة البريَّة (بشكل رئيسي من الطُيور) إلى حديقة لوس ألكورنوكاليس الإسبانيَّة.

## المتنزهات الوطنية
| المتنزه              | صورة | تاريخ الإنشاء | المساحة       | الموقع                                      | المميزات |
| -------------------- | ---- | ------------- | ------------- | ------------------------------------------- | --- |
| طبقال                |      | 1942          | 38 000 هكتار  | الأطلس الكبير                               | - يضم أعلى قمم سلسلة جبال الأطلس - مواقع أكريولوجية برسوم ترجع إلى 5000 سنة - بحيرة إيفني على ارتفاع 2 600 متر - 40 000 زائر سنويا |
| تازكة                |      | 1950          | 13 737 هكتار  | إقليم تازة                                  | - 600 نوع نباتي من أهمها أرز الأطلس - 30 نوعا من الثدييات - تمت إعادة إدخال الأيل البربري والضأن البربري، الذين سبق لهما الانقراض - مغارة فريواطو |
| سوس ماسة             |      | 1991          | 38 000 هكتار  | سوس ماسة، بين أكادير وتيزنيت                | - أنواع نباتية: الأركان، فربيون، عفص - محطة رئيسية للطيور المائية المهاجرة، منها أصناف نادرة مثل النحام الكبير وأبو ملعقة أبيض والنكات وأبو منجل الأقرع. - محميتان حيوانيتان لتأقلم 4 أصناف ظباء إضافة إلى صنف النعامة ذات العنق الأحمر، قبل إدماجهم في الوسط الطبيعي للجنوب المغربي. |
| إيريكي               |      | 1994          | 123 000 هكتار | إقليمي زاكورة وطاطا                         | - تشكل بحيرة إيريكي محطة للطيور المهاجرة مثل النحام الكبير والغرة - فضاء إدماج حيوانات صحراوية منقرضة من المنطقة مثل المها والظبي اللولبي القرون والنعامة ذات العنق الأحمر - فضاء ترحالي ورعوي لرحل محاميد الغزلان - السياحة البيئية وسياحة المغامرة |
| تلاسمطان             |      | 2004          | 58 950 هكتار  | الريف الجنوبي، إقليم تازة                   | - غابات من الشوح المغربي وأرز الأطلس والصنوبر الأسود - 40 نوعا من الثدييات من أهمها قرد المكاك البربري وابن عرس - أكثر من 100 نوع من الطيور كالعقاب الذهبية والنسر الملتحي - هو جزء من محمية الغلاف الحيوي المتوسطي العابر للقارات الإسباني المغربي |
| إفران                |      | 2004          | 51 800 هكتار  | الأطلس المتوسط الغربي، إقليمي إفران وبولمان | - مجموعة من البحيرات الطبيعية الدائمة مثل ضاية عوا وأكلمان وأفنورير - يضم منابع مجموعة من الأنهار النابعة من الأطلس المتوسط - غطاء غابوي مهم مشكل أساسا من الأرز الأطلسي. - 37 نوعا من الثدييات و140 نوعا من الطيور - سياحة بيئية وسياحة الرياضات الثلجية (محطة ميشليفن) |
| الأطلس الكبير الشرقي |      | 2004          | 55 250 هكتار  | منطقة إملشيل وجبل أبردوز                    | - فضاء حيوي لمجموعة من الثدييات الجبلية مثل الضأن البربري وغزالة أفريقيا الشمالية والمكاك البربري. - 120 نوعا من الطيور - غطاء غابوي على ارتفاع 3 000 متر مكونة من الأرز والسنديان الأخضر والعرعار - موسم الخطوبة في إملشيل |
| الحسيمة              |      | 2004          | 48 460 هكتار  | الريف الشمالي، إقليم الحسيمة                | - 110 نوعا نباتيا من أهمها العفص والصنوبر الحلبي والبطم العدسي والزيتونيات المتوحشة. - أحد آخر معاقل العقاب النساري في حوض البحر الأبيض المتوسط. - 19 هكتار في المجال البحري يحتضن العديد من الأسماك الراقية كفقمة الراهب المتوسطية والدلفين الأزرق الأبيض |
| خنيفيس أو النعيلة    |      | 2006          | 185 600 هكتار | الساحل الأطلسي، بين طان طان وطرفاية         | - يضم منطقة ساحلية رطبة ضمنها لاغون يعتبر الوحيد في أفريقيا الشمالية الصحراوية. - 30 فصيلة من الطحالب الكبرى إضافة إلى العديد من اللافقريات البحرية - فضاء توالد وتغذية للعديد من الأحياء البحرية - في الفترة الشتوية يحتضن الموقع 20 000 نوعا من الطيور المائية، من أهمها البط أبو فروة والشرشير المخطط ونورس أدوين - يضم الجزء البري العديد من السبخات وغطاء نباتيا صحراويا. من أهم الثدييات في الموقع غزالة أفريقيا الشمالية. |